# La Calmette
La Calmette (okzitanisch La Caumeta) ist eine südfranzösische Gemeinde mit 2.572 Einwohnern (Stand 1. Januar 2022) im Département Gard in der Region Okzitanien.

## Lage
Das Runddorf (Circulade) La Calmette liegt in einer Höhe von etwa 80 Metern ü. d. M. etwa 18 Kilometer (Fahrtstrecke) nordwestlich von Nîmes am Flüsschen Braune. Im äußersten Nordosten mündet das Flüsschen Auriol (Gardon) in den Gardon. Die historisch bedeutsame Kleinstadt Uzès befindet sich weitere 18 Kilometer nordöstlich. Im äußersten Nordosten mündet das Flüsschen Auriol (Gardon) in den Gardon.

## Bevölkerungsentwicklung
| Jahr      | 1968 | 1975 | 1982 | 1990 | 1999 | 2006 | 2017 |
| Einwohner | 712  | 710  | 893  | 1318 | 1635 | 1928 | 2200 |

Im 19. Jahrhundert hatte der Ort meist über 1000 Einwohner. Infolge der Reblauskrise im Weinbau und der zunehmenden Mechanisierung der Landwirtschaft ging die Zahl der Einwohner seitdem bis auf die Tiefststände seit den 1920er Jahren zurück. Aufgrund der relativen Nähe zur Großstadt Nîmes und den auf dem Lande deutlich niedrigeren Immobilienpreisen ist in den letzten Jahren wieder ein deutlicher Anstieg der Bevölkerungszahlen zu verzeichnen.

## Wirtschaft
In früheren Zeiten lebten die Bewohner des Ortes weitgehend als Selbstversorger von der Landwirtschaft, wobei neben Getreide auch Wein angebaut wurde. Daneben betrieb man ein wenig Viehzucht (Schweine, Hühner etc.). Wie in vielen Orten des Languedoc dominiert seit dem 19. Jahrhundert der Weinbau; die örtliche Winzergenossenschaft vermarktet den hier produzierten Wein über die Appellationen Cévennes, Duché d’Uzès, Gard und Pays d’Oc. Neben Wein werden Getreide (Weizen, Mais) und Sonnenblumen angebaut.

## Geschichte
In der Umgebung des Ortes finden sich einige bereits in prähistorischer Zeit von Menschen genutzte Höhlen. In römischer Zeit führte die Via Regordana durch das Gemeindegebiet und aus der gallorömischen Epoche sind die Grundmauern eines Landgutes (villa rustica) freigelegt worden. Die erstmalige Erwähnung unter der Bezeichnung Calmis in Comitatu Usetico (1027) weist auf die geographische Nähe bzw. die spätere Zugehörigkeit des Ortes zur Vizegrafschaft (vicomté) Uzès hin, die im 16. Jahrhundert zum Herzogtum (duché) erhoben wurde.

## Sehenswürdigkeiten

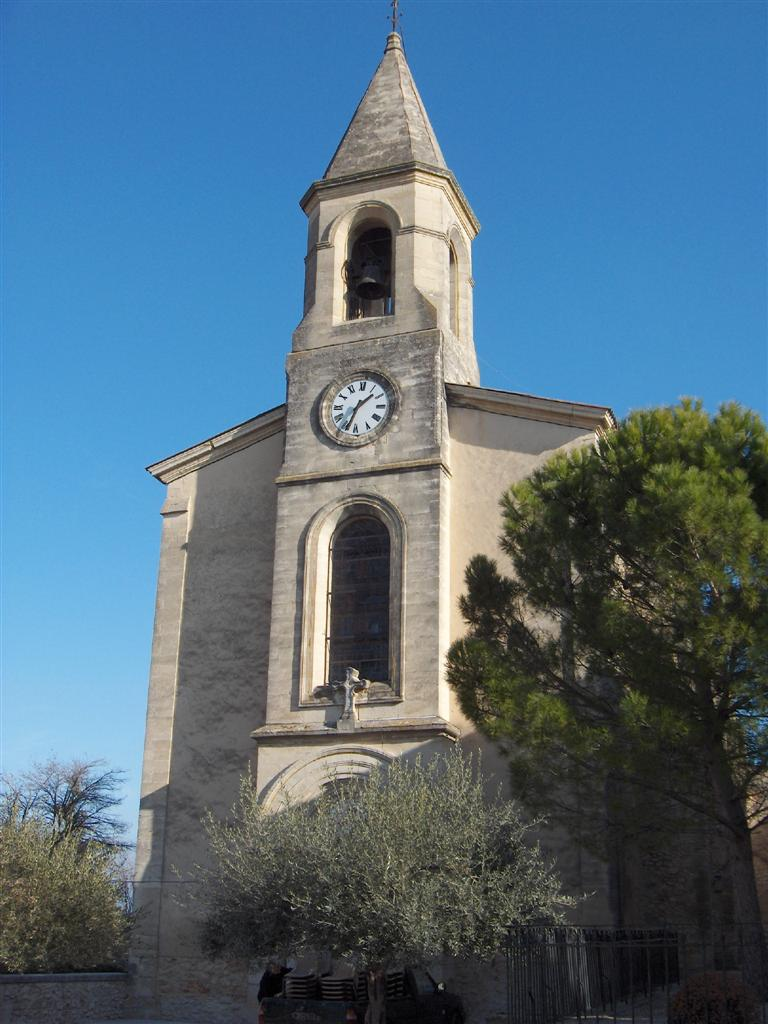
Kirche Saint-Julien

- Der alte Ortskern gehört zum Typus der Circulades – Runddörfer, die aus Verteidigungsgründen um einen Kern, bestehend aus einer Burg und/oder Kirche, herum angelegt wurden und deren äußere Häuserfront als Ersatz für eine kostspielige Stadtmauer diente.

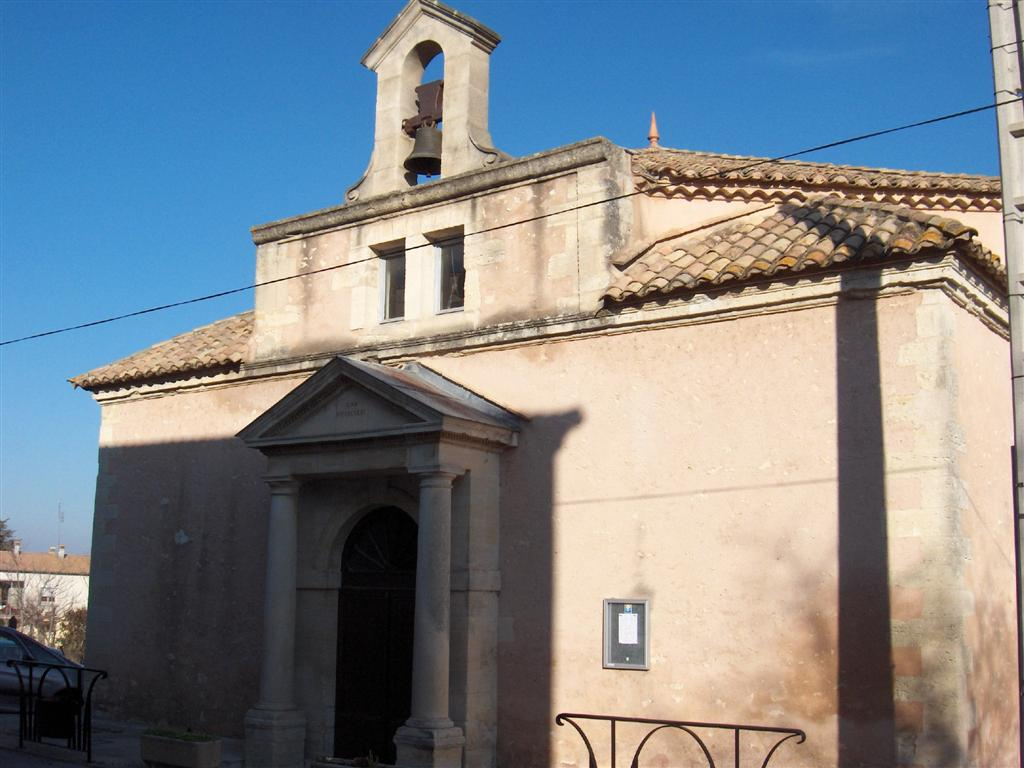
Temple

- Ein erstes protestantisches Gotteshaus (temple) wurde im Jahr 1650 errichtet, doch bereits zu Beginn der Hugenottenkriege (1662–1698) auf königlichen Befehl hin zerstört. Danach blieb der Ort jahrhundertelang ohne eine protestantische Kirche; die Gottesdienste mussten im Verborgenen, d. h. in Wohnhäusern, Scheunen oder auf freiem Feld, stattfinden. Mit dem Bau des neuen Gotteshauses wurde im Jahre 1844 begonnen; das Jahr der Fertigstellung (MDCCCXLVI) ist im dreieckigen Giebelfeld des Portals eingemeißelt. Es handelt sich um einen schmucklosen – und für eine protestantische Kirche in Frankreich ungewöhnlichen – oktogonalen Zentralbau, was jedoch im Äußeren wegen der ummantelnden Fassade nicht in Erscheinung tritt. Der Glockengiebel (clocher mur) wurde 20 Jahre später aufgesetzt. Im Jahr 1950 musste die Kirche wegen Bauschäden geschlossen werden; doch erst 1989 erfolgte eine grundlegende Instandsetzung. Der Kirchenbau wurde im Jahr 1991 als Monument historique anerkannt.[1]
- Die einschiffige katholische Pfarrkirche (Église Saint-Julien) ist ein neoromanischer Bau des 19. Jahrhunderts, der einen romanischen Vorgängerbau ersetzt hat. Die Steine der alten Kirche wurden als Spolien beim Neubau wiederverwendet. Im Innern der Kirche sind Teile der Apsis bemalt.

## Partnergemeinden
- Chitignano (Italien)
- Piaseczno (Polen)